# Sette spose per sette fratelli
Sette spose per sette fratelli (Seven Brides for Seven Brothers) è un film del 1954 diretto da Stanley Donen.

## Trama
Sulle montagne di un villaggio dell'Oregon, nel 1850, vivono i sette fratelli Pontipee: Adamo, Beniamino, Caleb, Daniele, Efraim, Filidoro e Gedeone, tutti giovani e scapoli, preoccupati più di spaccar legna e menar le mani che di trovar moglie. Adamo, il maggiore, decide di aver bisogno di una moglie per tenere la baita pulita e mangiare dei pasti decenti. Di conseguenza, quando scende al villaggio a valle per acquistare provviste, decide di trovare la sua futura moglie: conosce così Milly, la cameriera dell'osteria-locanda, con cui scocca il colpo di fulmine, coronato da immediate nozze.
Durante il viaggio per raggiungere la dimora dei Pontipee, Adamo non rivela a Milly dell'esistenza dei fratelli, ma, non appena messo piede in casa, Milly si rende conto della situazione: Adamo sembrerebbe averla sposata solo per avere una sguattera per sé e per i  fratelli. Solo la decisione di Adamo di dormire su un albero per lasciarla tranquilla la persuade dei veri sentimenti del marito e del suo rispetto verso di lei. I primi giorni non sono facili: i fratelli Pontipee sono poco avvezzi alle buone maniere a tavola e alla pulizia, ma la buona cucina di Milly e le sue drastiche maniere cominciano ad avere positivi effetti sul loro comportamento. Milly insegna ai cognati a ballare e a corteggiare le ragazze con galanteria e finezza.
Il giorno della festa del paese, Milly, Adamo e i fratelli scendono al villaggio, dove è in programma una gara di velocità con i giovanotti della valle, che consiste nella costruzione di un magazzino in legno. La competizione è preceduta da un ballo, durante il quale i Pontipee dimostrano la propria abilità alle ragazze che hanno appena conosciuto e cominciato a corteggiare. La costruzione del magazzino, il cui premio è una vitellina, finisce però in una rissa: i Pontipee, invisi ai giovanotti del villaggio per le conquiste fatte in così breve tempo tra le ragazze, finiscono per fare a pugni con i rivali, con la conseguenza che l'abbozzo di magazzino finisce distrutto e sul terreno rimangono parecchi valligiani pesti e malconci.
Tornati alla loro baita in montagna, Milly si prende cura dei cognati feriti, che non hanno comunque altro pensiero che le ragazze incontrate al villaggio, dato che ognuno di loro ha già scelto la propria futura consorte. Nessuno osa però farsi avanti, poiché sanno che i genitori delle ragazze non acconsentirebbero mai al matrimonio con dei taglialegna di montagna. Adamo, tra il comprensivo e il derisorio, ricorda allora ai fratelli la storia del ratto delle Sabine e li istiga a regolarsi allo stesso modo, dicendo che a quel punto i loro genitori non potranno più opporsi al matrimonio: Adamo raccomanda di rapire anche il pastore per regolarizzare le coppie.
I fratelli si organizzano e portano a compimento il sequestro, ma non rapiscono il pastore protestante che dovrebbe sancire le unioni. Le ragazze dovranno così svernare nella casa dei Pontipee, poiché il passo tra le montagne che porta al villaggio è stato ostruito durante la fuga da una valanga e solo il disgelo primaverile potrà ristabilire i collegamenti. Milly è furente per l'accaduto e se la prende con Adamo, che ha istigato i fratelli, i quali vengono sfrattati di casa ed obbligati a dormire nella stalla per rispetto delle ragazze. Frattanto Adamo, rabbioso per le parole della moglie, decide di attendere la primavera in una baita in alta montagna.
I mesi passano e le ragazze cominciano a conoscere meglio e ad apprezzare i sei uomini. I genitori delle rapite, non appena il passo di montagna risulta aperto, radunano concittadini, cavalli ed armi per andare a riprendersi le figlie. I Pontipee, ricondotti alla ragione da Adamo, decidono di riconsegnare le ragazze pacificamente, per non correre il rischio di ferire, durante una eventuale sparatoria, i loro parenti. Ma le sei ragazze si impuntano per restare, e i Pontipee devono acciuffarle per caricarle sul carro e riportarle al villaggio. Durante questa generale colluttazione arrivano i parenti, che credono le loro figlie vittime di violenza e bloccano i sei Pontipee tenendoli sotto il tiro dei fucili. In quella si sente il pianto della figlioletta di Milly e Adamo. Il pastore, che ha accompagnato i suoi concittadini, spera che il neonato non sia di una delle ragazze, perciò le incoraggia a confessare, ma le sei fanciulle rispondono insieme che il figlio è di tutte loro. Non potendo sapere che la piccola è figlia dell'unica coppia già legittimamente sposata, le nozze riparatrici si rendono quindi obbligatorie per tutte e sei le ragazze e per i sei fratelli.

## Personaggi

### I sette fratelli
(Adamo, presentando i fratelli)
I sette fratelli Pontipee sono i protagonisti del film. Inizialmente rozzi e maneschi, fanno i taglialegna e i contadini e vivono tra le montagne, in una baita perennemente disordinata e sporca perché nessuno si cura di fare i mestieri; sono malvisti dalla maggior parte dei paesani perché vivono isolati dal mondo e scendono in paese solo per fare compere e vendere le messi dopo il raccolto. Adamo, il primogenito, dà il via alla vicenda decidendo di prendere moglie. Possiedono anche un rifugio di caccia ancora più isolato dalla civiltà. Furono nominati in ordine alfabetico dal padre, che su suggerimento di ma' Pontipee scelse per tutti loro (eccetto Filidoro) un nome biblico. Stando ad Adamo, l'intenzione di pa' Pontipee era avere l'intera serie alfabetica "fino a Zaccaria".
- Adamo (Adam) Pontipee: il più anziano dei sette fratelli. È il motore della vicenda ed è riconoscibile dalla camicia verde chiaro che indossa.
- Beniamino (Benjamin) Pontipee: il secondogenito. È riconoscibile dalla camicia arancione.
- Caleb (Caleb) Pontipee: il terzogenito. È riconoscibile dalla camicia gialla e dai baffi con pizzetto che porta dopo essere stato costretto da Milly a rasarsi.
- Daniele (Daniel) Pontipee: il quartogenito; è visto più volte insieme a Efraim. È riconoscibile dalla camicia color malva che indossa e dai baffi che porta dopo essere stato costretto da Milly a rasarsi.
- Efraim (Ephraim) Pontipee: il quintogenito; è visto più volte insieme a Daniele. È riconoscibile dalla camicia verde scuro.
- Filidoro (Frankincense) Pontipee, detto Fili (Frank): il sestogenito; chiamato così per i boccoli biondi che aveva da bambino (nell'originale, perché ma' Pontipee pensava che avesse un buon profumo) e perché il padre non trovò nella Bibbia un nome che iniziasse con "F". È riconoscibile dalla camicia rossa.
- Gedeone (Gideon) Pontipee: il più giovane dei sette fratelli. È riconoscibile dalla camicia blu.

### Le sette spose
Le sette spose sono sette giovani donne del paese che si trova a valle della baita dei Pontipee. Milly, che inizialmente era cameriera alla locanda del posto, sposa Adamo e si occupa di educare e civilizzare lui e i suoi fratelli. Le altre sei spose vengono rapite dai Pontipee, ispirati da Adamo e dalla leggenda del ratto delle Sabine, che le avevano conosciute alla festa del paese, ma durante l'inverno finiranno per innamorarsi ciascuna del proprio "rapitore".
- Milly Savitch: figlia adottiva dell'oste, Adamo la conosce in una osteria, dove lavora come cuoca, sarà sua moglie. Decisa e ferrea di carattere, tiene immediatamente testa ad Adamo e a tutti i fratelli Pontipee.
- Dora Perkins: la figlia del sindaco, fidanzata di Beniamino.
- Rita Cobbs: la figlia della Vedova Cobbs, fidanzata di Caleb.
- Martha Bixby: la figlia dei droghieri, fidanzata di Daniele.
- Lisa Logan: la figlia del barbiere, fidanzata di Efraim.
- Sarah Pepperton: la figlia dell'oste, fidanzata di Filidoro.
- Alice Elcott: la figlia del Reverendo e sua moglie Nelly, fidanzata di Gedeone.

### Gli abitanti del paese
Sono gli abitanti del paese di montagna presso il quale vivono i Pontipee. Vedono di pessimo occhio i sette fratelli.
- Reverendo Giacobbe Elcott: padre di Alice. Ha un gatto di nome Pallino.
- Nelly Elcott: madre di Alice. Ha sempre la parola pronta per replicare sul marito.
- Sindaco Peter Perkins: padre di Dora.
- Fred Bixby: il droghiere, marito di Mary Lou e padre di Martha.
- Mary Lou Bixby: la droghiera, moglie di Fred e madre di Martha.
- Matt Pepperton: l'oste, padre adottivo di Milly e padre di Sarah.
- Florence Cobbs: una vedova, madre di Rita.
- Luke Logan: il barbiere, padre di Lisa.
- Jeb McCarthy: il sarto, compare durante la canzone Bless Yore Beautiful Hide e durante il ballo.
- Harry Martens: un uomo del posto che possiede una vitella di nome Annabella.

### I sette pretendenti
Gli spasimanti di Milly e poi promessi sposi di Dora, Sarah, Rita, Martha, Lisa e Alice. L'unico di cui il nome è svelato si chiama Paul, ma secondo un'interpretazione teatrale si chiamano:
- Ned O'Hara
- Paul Andersson
- Geremia Lockwood
- J. J. Carter
- Kyle Peabody
- Timoteo Carrington

## Colonna sonora

### Tracce
- Titolo principale (Bless Your Beautiful Hide / Wonderful, Wonderful Day) - MGM Studio Orchestra
- Bless Your Beautiful Hide - Howard Keel
- Bless Your Beautiful Hide (Reprise) - Howard Keel
- Wonderful, Wonderful Day - Jane Powell
- When You're in Love - Jane Powell / Howard Keel
- Goin' Courtin'  - Jane Powell & Brothers (Jeff Richards, Matt Mattox, Tommy Rall & Russ Tamblyn)
- Social Dance - MGM Studio Orchestra
- Barn-Raising Dance - MGM Studio Orchestra
- Lonesome Polecat - Brothers (Matt Mattox, Bill Lee, Jeff Richards, Tommy Rall & Russ Tamblyn)
- Sobbin' Women - Howard Keel & Brothers (Tommy Rall, Jeff Richards, Matt Mattox & Russ Tamblyn)
- Sobbin' Women (Reprise) - Howard Keel
- June Bride - Brides (Ruta Lee, Julie Newmar, Norma Doggett & Nancy Kilgas)
- Spring, Spring, Spring - Brothers & Brides (Julie Newmar, Jeff Richards, Ruta Lee & Tommy Rall)
- Goin' Courtin' (Reprise) - Jane Powell, Brothers & Brides
- End Credits - MGM Studio Orchestra

## Distribuzione
- arabo: سبع عرائس لسبعة إخوة
- basco: Zazpi anaia zazpi emaztegairentzat
- bulgaro: Седем невести за седем братя
- catalano: Set núvies per a set germans
- ebraico: שבע כלות לשבעה אחים
- persiano: هفت عروس برای هفت برادر
- finlandese: Seitsemän veljeksen morsiamet
- francese: Les Sept Femmes de Barbe-Rousse
- gallese: Saith Priodferched am Saith Brodyr
- giapponese: 掠奪された七人の花嫁
- malese: Tujuh Pengantin Perempuan buat Tujuh Bersaudara
- olandese: Zeven broers zoeken zeven meisjes
- polacco: Siedem narzeczonych dla siedmiu braci
- portoghese: Sete Noivas Para Sete Irmãos
- romeno: Șapte mirese pentru șapte frați
- russo: Семь невест для семерых братьев
- serbo-croato: Sedam nevjesta za sedmoro braće
- spagnolo: Siete novias para siete hermanos
- tedesco: Eine Braut für sieben Brüder
- ucraino: Сім наречених для семи братів

## Riconoscimenti
- 1955 - Premio Oscar
  - Miglior colonna sonora a Adolph Deutsch, Saul Chaplin
  - Nomination Miglior film a Jack Cummings
  - Nomination Migliore sceneggiatura non originale a Albert Hackett, Frances Goodrich e Dorothy Kingsley
  - Nomination Migliore fotografia a George J. Folsey
  - Nomination Miglior montaggio a Ralph E. Winters
- 1955 - Premio BAFTA
  - Nomination Miglior film
- 1954 - National Board of Review Award
  - Migliori dieci film
- 1955 - DGA Award
  - Nomination Miglior regia a Stanley Donen
- 1955 - WGA Award
  - Miglior sceneggiatura a Albert Hackett, Frances Goodrich e Dorothy Kingsley

Nel 2004 è stato scelto per la conservazione nel National Film Registry della Biblioteca del Congresso degli Stati Uniti.